# Die Mitte der Welt
Die Mitte der Welt (tiếng Anh: Center of My World) là một phim tình cảm tuổi mới lớn của Đức năm 2016 của đạo diễn Jakob M. Erwa, dựa trên tiểu thuyết Die Mitte der Welt bán chạy nhất năm 1998 của Andreas Steinhöfel.

## Nội dung
Phil, 17 tuổi, trở về từ một trại hè và trở về biệt thự cũ 'Visible', nơi anh sống với mẹ, Glass và em gái sinh đôi của anh, Dianne. Họ hầu như không liên lạc với các công dân khác của ngôi làng này, những người coi gia đình Phil là lạ - Dianne được cho là có thể nói chuyện với động vật. Tuy nhiên, họ thường được viếng thăm bởi Tereza, một luật sư, người luôn có một số lời khuyên tốt cho Phil. Phil nhận thấy có điều gì đó đã thay đổi giữa mẹ và em gái của anh ấy và họ không nói chuyện với nhau nữa. Anh dành những ngày cuối cùng của kỳ nghỉ hè với người bạn thân Kat. Khi trường bắt đầu, Nicholas bí ẩn bước vào lớp. Phil cảm thấy bị cuốn hút bởi anh ta và họ sớm tham gia vào một cuộc tình say đắm, mặc dù điều đó khiến cảm xúc của Phil bị đảo lộn vì anh ta không biết Nicholas nghĩ gì về anh ta. Hơn nữa, tình bạn của anh với Kat được kiểm tra vì tình yêu đầu tiên của Phil gây ra sự ghen tị và ghen tuông. Tìm trung tâm thế giới của anh ấy trở thành thách thức lớn nhất của Phil.

## Diễn viên
- Louis Hofmann vai Phil
- Sabine Timoteo vai Glass
- Jannik Schümann vai Nicholas
- Ada Philine Stappenbeck vai Dianne
- Svenja Jung vai Kat
- Sascha Alexander Geršak [de] vai Michael
- Inka Friedrich vai Tereza
- Nina Proll vai Pascal
- Thomas Goritzki [de] vai Herr Hänel, teacher
- Clemens Rehbein vai Kyle

## Sản xuất
Cuốn tiểu thuyết The Center of the World, được phát hành năm 1998, đã trở thành một cuốn sách dành cho người lớn trẻ tuổi phổ biến. Trong số các giải thưởng khác, nó đã được trao với Deutscher Jugendliteraturpreis vào năm 1999 và với Buxtehude Bull cùng một năm. Năm 2000, cuốn tiểu thuyết đã nhận được Literaturpreis der Jury der jungen Leser ở Vienna. Hơn nữa, nó đã lọt vào danh sách bán chạy nhất Der Spiegel của tạp chí Đức như cuốn sách thiếu nhi đầu tiên của Đức.
Bộ phim được sản xuất bởi Neue Schönhauser Filmproduktion, mojo: Pictures, và Prisma Film và được phân phối bởi Phim trường Đại học. Việc sản xuất đã nhận được nhiều khoản tài trợ công cộng khác nhau, bao gồm tiền từ  Filmfonds Wien  và từ đại diện của Chính phủ Liên bang về văn hóa và truyền thông.
Bộ phim được đạo diễn bởi Jakob M. Erwa, người cũng viết kịch bản.
Louis Hofmann đóng vai chính là Phil; anh ấy đã được trao giải Deutscher Schauspielerpreis 2016 với tư cách là diễn viên trẻ xuất sắc nhất vài tuần trước khi công chiếu. Jannik Schümann đóng vai Nicholas và Svenja Jung vai Kat. Vai trò bổ sung bao gồm Sabine Timoteo vai Glass, Inka Friedrich và Nina Proll vai Tereza và Pascal, Ada Philine Stappenbeck vai Dianne, và Sascha Alexander Geršak vai Glass bạn trai mới của Michael.
Bộ phim được trình chiếu vào ngày 26 tháng 6 năm 2016 tại Munich International Film festival và cũng tại Moscow International Film Festival. Bộ phim dự kiến ra mắt chính thức vào ngày 10 tháng 11 năm 2016 tại các rạp chiếu phim Đức.

## Tiếp nhận
Boyd van Hoeij từ The Hollywood Reporter hoan nghênh rằng chỉ có hai người là trung tâm của câu chuyện:  May mắn thay, mối quan hệ nảy nở giữa Phil và Nick là trung tâm của bộ phim, nơi một cuộc tán tỉnh nóng bỏng biến thành mối quan hệ thể xác.  Theo van Hoeij, đó là một sở trường lớn của bộ phim mà Erwa cho thấy thanh thiếu niên phải vật lộn với tình dục của họ như thế nào, và đạo diễn chứng minh rằng anh ta đã hiểu rằng, trong tình yêu thể xác, đôi khi ít hơn. Van Hoeij ca ngợi các diễn viên Hofmann và Schümann, người đã miêu tả hai chàng trai đó một cách trìu mến và thú vị, điều đó thú vị như việc những thanh thiếu niên đó phải tự đặt câu hỏi, vì tình dục của họ, nếu họ sẽ hạnh phúc. Tuy nhiên, van Hoeij cũng lưu ý rằng vì tập trung vào hai nhân vật đó, những người khác như Kat và Diane cảm thấy như họ không phải là nhân vật chính cũng không phải nhân vật phụ.

### Phản ứng ở Nga
Trước thềm cuộc họp báo trong quá trình ra mắt tại Moscow, bộ phim đã bị một số nhà báo và nhà phê bình từ chối tuyên truyền là sự miêu tả phi truyền thống về mối quan hệ tình dục giữa thanh thiếu niên không được phép phát hành ở Nga. Kirill Raslogow, giám đốc chương trình của liên hoan phim, đã cảnh báo trước với những người đồng hương của mình: Bộ phim này có thể gây sốc cho khán giả. APA mô tả vấn đề của bộ phim ở Nga: Với chân dung xã hội này, đạo diễn tái hiện cơn ác mộng hết sức của những người Nga bảo thủ phải thường coi châu Âu là 'Gayrope'. Nhà phê bình phim người Nga Andrej Plachow, người phụ trách hội đồng tuyển chọn của liên hoan phim Moscow, giải thích: Tôi sợ rằng sẽ có hầu như không có công ty nào ở Nga muốn phân phối bộ phim này. Họ hiểu rằng họ sẽ gặp rắc rối. Tuy nhiên, bộ phim đã được khán giả ở Moscow đón nhận một cách đáng ngạc nhiên.

## Giải thưởng
Moscow International Film Festival 2016
- Đề cử trong cuộc thi lớn cho Golden George[12]

Munich International Film festival 2016 (Lựa chọn)
- Đề cử trong danh mục Best Screenplay
- Đề cử trong danh mục Best Director[13]